# Distrito electoral de Anna 7
Anna District 7 (en inglés: Anna District 7 Precinct) es un distrito electoral ubicado en el condado de Union en el estado estadounidense de Illinois. En el Censo de 2010 tenía una población de 774 habitantes y una densidad poblacional de 19,98 personas por km².

## Geografía
Anna District 7 se encuentra ubicado en las coordenadas 37°27′44″N 89°10′21″O / 37.46222, -89.17250. Según la Oficina del Censo de los Estados Unidos, Anna District 7 tiene una superficie total de 38.74 km², de la cual 38.38 km² corresponden a tierra firme y (0.93%) 0.36 km² es agua.

## Demografía
Según el censo de 2010, había 774 personas residiendo en Anna District 7. La densidad de población era de 19,98 hab./km². De los 774 habitantes, Anna District 7 estaba compuesto por el 97.55% blancos, el 0.39% eran afroamericanos, el 0.26% eran amerindios, el 0.13% eran asiáticos, el 0.13% eran isleños del Pacífico, el 0.13% eran de otras razas y el 1.42% pertenecían a dos o más razas. Del total de la población el 1.29% eran hispanos o latinos de cualquier raza.